# Otala punctata

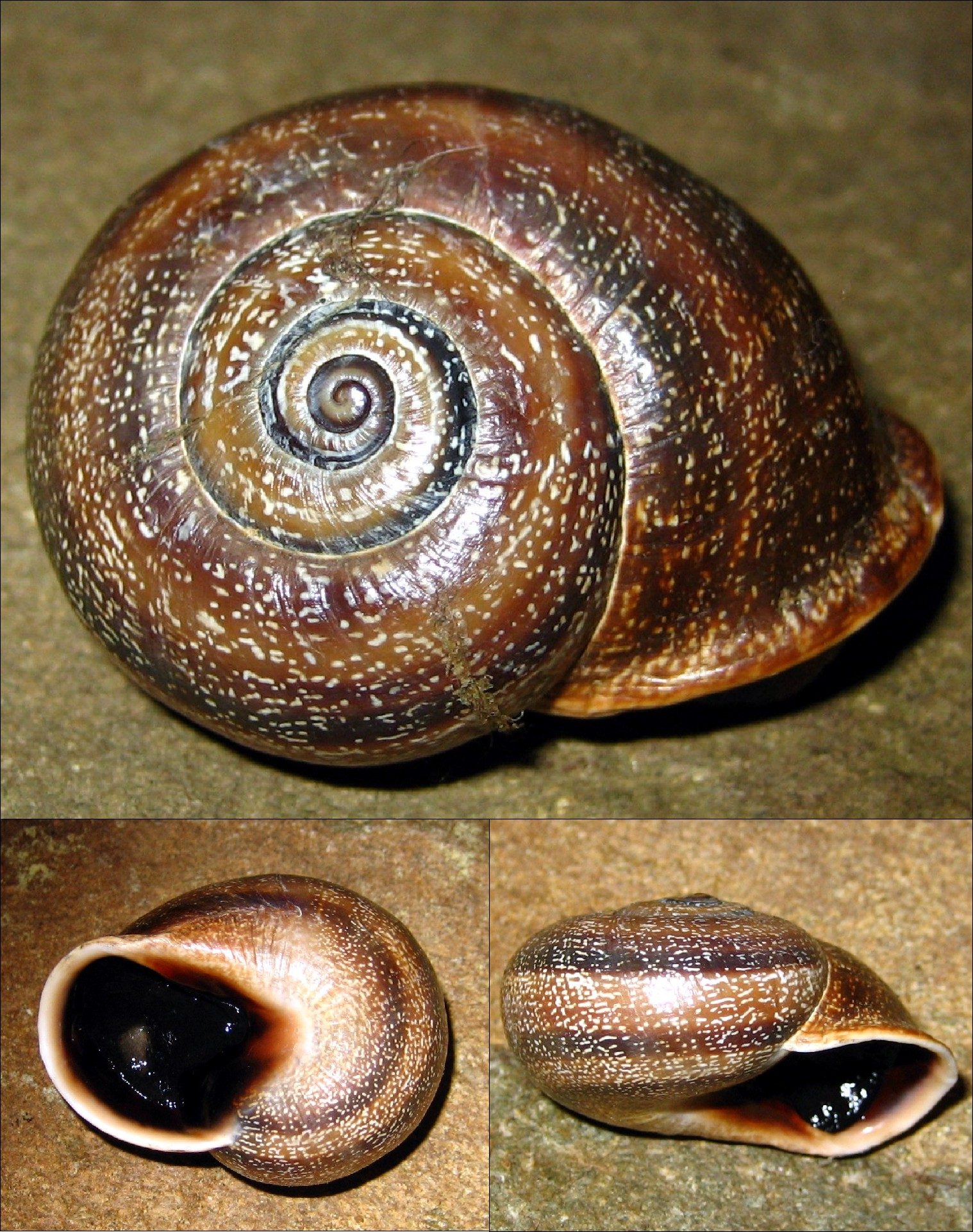
Identificación de Otala punctata; nótese el labio blanco y la espiral baja.

La cabrilla (Otala punctata) es una especie de molusco gasterópodo terrestre de la familia Helicidae endémica del Mediterráneo occidental. Como especie nativa, es frecuente en torno al sector occidental del Mar Mediterráneo, en particular en España. Se la encuentra como especie introducida en diferentes lugares del mundo.

## Distribución
Otala punctata habita, como especie nativa, en el este de la península ibérica, islas Baleares, sur de Francia, Córcega y noroeste de Argelia. Ha sido introducida en Cerdeña y Malta, Estados Unidos, Argentina y Uruguay, y, recientemente, en Chile.

## Características
Es, junto al caracol común (Helix aspersa), el caracol grande más frecuente en el levante español. Su concha es más gruesa y sólida, de diámetro mayor (hasta 4 cm), más deprimida, con la espiral más baja. Es de color marrón con pequeñas manchas difusas más claras, con la abertura marrón oscuro y el labio es usualmente blanco.

### Especies similares
En el sur de la península ibérica y en las Baleares Otala punctata convive con Otala lactea, una especie muy parecida que también se conoce con el nombre de cabrilla, pero que tiene la abertura más intensamente coloreada, con el labio usualmente oscuro.
La vaqueta (Iberus gualtieranus alonensis) podría también confundirse con Otala punctata, pero es más clara y vive especialmente en los terrenos calcáreos rocoso, abruptos y desforestados.

## Historia natural
La cabrilla abunda en cultivos de secano, mientras que el caracol común prefiere zonas más umbrías y húmedas, como huertos y bordes de cursos de agua. Como los demás pulmonados es hermafrodita simultáneo.
Actúa como hospedador secundario del trematodo digéneo Brachylaima mascomai que parasita ratas (Rattus rattus y Rattus norvegicus).

## Gastronomía
Al igual que Helix aspersa, se recolecta activamente y es apreciada en gastronomía, sobre todo en Cataluña, la Comunidad Valenciana, donde es conocido como cargol cristià y la baja Andalucía.